# 长刚毛无心菜
长刚毛无心菜（学名：Arenaria longiseta）为石竹科无心菜属的植物，为中国的特有植物。分布于中国大陆的云南等地，生长于海拔3,800米至3,900米的地区，多生长于山脊高山草甸，目前尚未由人工引种栽培。